# Morte de Santos Rodriguez
Na manhã de 24 de julho de 1973, em Dallas, Texas, o policial Darrell Lee Cain, de 30 anos, assassinou Santos Rodriguez, uma criança mexicana-americana de 12 anos. O policial Cain e seu parceiro, Roy R. Arnold, investigavam denúncias de um roubo em um posto de gasolina Fina quando retiraram Santos Rodriguez e seu irmão David Rodriguez, de 13 anos, de sua casa para um interrogatório improvisado sobre o roubo. Cain atirou em Santos Rodriguez enquanto praticava roleta-russa com os irmãos, na tentativa de forçar uma confissão.
Cain foi considerado culpado de homicídio com malícia e condenado à pena mínima de cinco anos de prisão. Ele foi libertado em 11 de setembro de 1979, após cumprir a pena mínima de dois anos e meio.

## Envolvidos

### Santos Rodriguez
Santos Rodriguez nasceu em 7 de novembro de 1960, filho de Bessie Garcia e David Rodriguez. Ele media aproximadamente 1,8m de altura. Na época de sua morte, Santos e seu irmão moravam com um avô adotivo, Carlos Minez, de 84 anos, na rua 2921 N. Pearl St., no bairro Little Mexico em Dallas. Sua mãe, Bessie, cumpria uma pena de cinco anos na unidade feminina Goree da Prisão Estadual de Huntsville [en]. Ela havia sido condenada pelo assassinato de Leonard Brown, de 62 anos, em 26 de abril de 1971, seu namorado. Santos e seu irmão, David, foram colocados na casa de Minez, que havia ajudado a cuidar de Bessie durante sua infância, a pedido da mãe após sua condenação. Os três irmãos mais novos, Ruben, Robert e Juanita, foram colocados em lares adotivos.
Santos era aluno da Escola Primária William B. Travis, localizada na 3001 McKinney Ave. Ele e seu irmão David tinham antecedentes de pequenos furtos e evasão escolar. Seus professores o descreviam como ingênuo, facilmente influenciável, pensativo, gentil e fã de música clássica. Professores relataram ao The Dallas Morning News que sentiam que "algo iria acontecer com aqueles meninos". No Centro Comunitário Pike Park, onde Santos brincava, os supervisores o descreviam como alguém disposto a ajudar na limpeza do parque e do centro comunitário. Santos jogava futebol no Pike Park, sendo titular e capaz de chutar a bola até a metade do campo, segundo amigos. Sua mãe relatou que ele gostava de ouvir a banda Santana e adorava comer enchiladas e cachorros-quentes.

### David Rodriguez
David Rodriguez era o irmão mais velho de Santos. Também era aluno da Escola Primária William B. Travis na época da morte de Santos. David estava no carro de polícia com seu irmão quando Santos foi baleado, testemunhando sua morte. Atualmente, David vive em Dallas, Texas.

### Darrell L. Cain
Darrell Lee Cain, de 30 anos, trabalhava no Departamento de Polícia de Dallas há cinco anos quando cometeu o assassinato de Santos. Ele nasceu em Benkelman, Nebraska, em 31 de março de 1943, e faleceu em 17 de março de 2019. Casou-se em 1964 e tinha um filho na época do assassinato. Serviu no Exército de 1962 a 1965, sendo dispensado com honra no posto de Especialista 4.
Cain esteve envolvido anteriormente na morte controversa de Michael Morehead, de 18 anos, (também grafado como Michael Moorhead), em 20 de abril de 1970. Por volta das 3:10 da manhã, Cain e outro policial, Jeffery L. Kirksey, investigavam um alarme de roubo disparado no Empire Bar & Grill, na 3307 Munger Ave. Eles encontraram Morehead e um parente roubando o restaurante. Morehead e seu parente de 26 anos fugiram, mas Morehead foi baleado três vezes durante a fuga, resultando em sua morte. Cain disparou cinco tiros e Kirksey, oito. A avó de Morehead apresentou depoimentos de testemunhas alegando que ele foi baleado enquanto estava no chão e implorou para não ser atingido. Embora as testemunhas tenham alterado seus depoimentos após questionamentos do FBI, investigações revelaram que os policiais atiraram em um campo onde Morehead estava. Nenhuma acusação foi feita contra Cain ou Kirksey, mas eles foram transferidos para outra área de patrulha devido a protestos públicos. Michael Morehead era filho de George Morehead e Carrie Young, morava na 2123 Johnson Place e foi sepultado no Cemitério Glen Oak Memorial, em Dallas. No mesmo ano, Cain baleou e feriu um homem em um parque da cidade.

### Roy R. Arnold
Roy Arnold, de 23 anos, era um veterano de três anos no Departamento de Polícia de Dallas na época da morte de Santos. Seu pai era o sargento de polícia Horace "Hap" Arnold. Arnold não foi acusado pelo assassinato de Santos Rodriguez. Em 3 de agosto de 1973, ele foi demitido da polícia por não registrar um relatório completo sobre a noite do tiroteio. Um morador do bairro relatou à polícia, em 2 de agosto de 1973, que ouviu um disparo na área antes do assassinato de Santos. Investigações revelaram que Cain e Arnold testemunharam dois jovens invadindo o posto Fina, e Arnold disparou um tiro de advertência contra os suspeitos, que fugiram. Arnold não relatou o disparo. Durante a investigação do assassinato, surgiram dúvidas sobre se Arnold teve tempo de intervir na roleta-russa conduzida por Cain ou se poderia ter evitado a morte de Santos.

## Contexto
Santos Rodriguez vivia no bairro Little Mexico, uma área historicamente mexicana-americana, formada em parte por padrões de imigração e práticas de segregação em Dallas. Na década de 1950, mexicanos-americanos e estudantes de origem hispânica ou latino-americana podiam frequentar uma das quatro escolas primárias segregadas: William B. Travis, Cumberland Hills, Benito Juarez e City Park. A Crozier Tech High School servia como escola secundária segregada para as comunidades mexicanas-americanas de Dallas. Em 1970, mexicanos-americanos representavam cerca de 8% da população da cidade, aproximadamente 40.000 pessoas.
Embora organizações mexicanas-americanas buscassem assimilação à sociedade anglo de Dallas, estudantes mexicanos-americanos enfrentavam escolas segregadas com recursos limitados em comparação com escolas anglo, além de racismo estrutural. A primeira integrante mexicana-americana do Conselho Municipal de Dallas, Anita Martinez, foi eleita em 1969, e na época do assassinato, Pedro Aguirre também fazia parte do conselho. Esse período foi marcado pelo surgimento do movimento Chicano, iniciado em meados da década de 1960 com as  greves das uvas na Califórnia e que se desenvolveu em um movimento nacional pelos direitos civis.

## Assassinato
Registros policiais indicaram uma chamada de roubo na terça-feira, 24 de julho de 1973, às 2:10 da manhã, em um posto de gasolina Fina localizado na 2301 Cedar Springs, em Dallas. Há relatos conflitantes sobre como e quando Cain e Arnold chegaram ao local do roubo. Um artigo do Dallas Times Herald afirmou que os policiais responderam ao chamado após informações de que um roubo estava em andamento, mas os suspeitos já haviam fugido. Em contrapartida, Arnold foi demitido em agosto de 1973 por não relatar um tiro de advertência disparado contra suspeitos fugindo do posto, sugerindo que os policiais chegaram ao local e testemunharam os suspeitos ou que Arnold atirou contra um civil. Segundo o The Dallas Morning News, Arnold acreditava que os suspeitos eram David e Santos Rodriguez. Cain e Arnold foram até a casa dos irmãos Rodriguez e os detiveram por volta das 2:30 da manhã. Não havia mandado, mas os policiais alegaram ter recebido permissão do guardião, Carlos Minez. Minez falava um inglês rudimentar, e não há registros de que algum dos policiais falasse espanhol.
David e Santos foram algemados e colocados no carro de polícia de Arnold sem tempo para trocar de roupa ou calçar sapatos, e levados ao posto de gasolina para um interrogatório improvisado. O veículo foi estacionado em um terreno vazio atrás do posto, com Arnold no banco do motorista, Cain atrás de Arnold, Santos no banco do passageiro e David atrás dele. Arnold interrogou os meninos sobre o roubo, mas nenhum confessou. A maior parte das perguntas foi direcionada a Santos. Cain testemunhou que, após os meninos negarem envolvimento, ele disse a Arnold que faria os meninos falarem, pegando seu revólver .357 Magnum e retirando as balas de forma que fizessem barulho ao se chocarem. Cain afirmou que verificou visualmente o tambor e não viu balas. Ele apontou a arma para Santos, exigindo que dissesse a verdade sobre o roubo. Santos recusou-se a confessar, e Cain puxou o gatilho, acionando uma câmara vazia. Cain ameaçou atirar novamente se Santos não confessasse, e, segundo o testemunho de Cain, as últimas palavras de Santos foram "Estou dizendo a verdade". Cain puxou o gatilho novamente, e a arma disparou. A bala atingiu abaixo da orelha esquerda de Santos, perfurando seu cérebro e causando sua morte instantânea. Cain e Arnold saíram rapidamente do carro, deixando David, ainda algemado e incapaz de sair, sozinho com o corpo de Santos. David disse ao irmão “Você vai ficar bem” enquanto o sangue escorria até seus pés. David permaneceu no veículo com o corpo de seu irmão por cerca de 10 minutos, ainda algemado.
O policial de Dallas Jerry Foster também estava no local no momento do assassinato de Santos. Ele respondeu a um chamado policial sobre o roubo no posto de gasolina. Foster investigou o local e encontrou uma gaveta de mesa aberta, uma janela traseira quebrada e uma máquina de cigarros arrombada. Ele testemunhou a chegada de Cain, Arnold e os irmãos Rodriguez no carro de Arnold. Foster relatou que gritou para Arnold que havia informações sobre um terceiro suspeito no roubo. Ele se aproximou do carro de Arnold, apoiando o braço na porta, quando ouviu o disparo contra Santos. Foster viu a cabeça de Santos pender e o sangue escorrendo. Ele ouviu Cain gritar antes de sair do veículo, dizendo: "Meu Deus, meu Deus, o que fiz, não quis fazer isso." Arnold também saiu do carro e vomitou. Logo após, Foster tomou a arma de Cain, que continha cinco balas e um cartucho vazio. O policial David Rowe, que estava em patrulha naquela manhã, respondeu a um chamado de rádio sobre um menino baleado acidentalmente. Rowe chegou ao local minutos após o chamado e viu os irmãos Rodriguez ainda algemados no carro, com Santos no banco da frente, "todo ensanguentado". Rowe compareceu ao funeral de Santos. O pulso de Santos foi verificado, e uma ambulância foi chamada. Ele foi declarado morto ao chegar ao Hospital Parkland.

## Repercussões e respostas
Carlos Minez, avô adotivo de Santos e David, foi notificado pela Polícia de Dallas sobre a morte de Santos ao ser solicitado para identificar o corpo. Algumas horas após o tiroteio, Cain foi suspenso da força policial. O chefe de polícia de Dallas, Frank Dyson, apresentou acusações de homicídio com malícia contra Cain na manhã do incidente. Uma fiança de 5.000 dólares foi estabelecida pela juíza municipal Frances Goodwin para Cain, que foi libertado na tarde de terça-feira após seu advogado, Phil Burleson, pagar a fiança. O chefe Dyson expressou desapontamento com o valor da fiança, e a juíza Goodwin recusou-se a comentar sobre sua decisão quando questionada pela comunidade mexicana-americana. Até 26 de julho, dois dias após o tiroteio, a investigação do roubo na Cedar Springs comprovou que as impressões digitais dos irmãos não correspondiam às encontradas no local do crime. Na terça-feira, o ativista Rene Martinez ajudou a organizar uma reunião comunitária no Pike Park para coordenar um protesto no sábado, 28 de julho. Oradores na reunião do Pike Park, incluindo líderes como Pancho Medrano [en], protestaram contra o tiroteio e o baixo valor da fiança estipulada para Cain.
Na quarta-feira, 25 de julho, um anúncio fúnebre para Santos foi publicado no The Dallas Morning News. O anúncio listava os parentes sobreviventes e detalhes do funeral: o serviço seria realizado na quinta-feira, 26 de julho, às 14h, na Primeira Igreja Batista Mexicana, oficiado pelo reverendo Rudy Sanchez. Bessie Rodriguez chegou a Dallas na quarta-feira, com uma licença de três dias de sua pena de prisão, para comparecer ao funeral de seu filho. Na quarta-feira à noite, ela participou de um serviço memorial na Igreja Metodista Temple Emanu-El. Na mesma quarta-feira, o promotor distrital Henry Wade anunciou que as acusações de homicídio contra Cain seriam apresentadas ao grande júri do Condado de Dallas assim que a Polícia de Dallas concluísse sua investigação. Wade reuniu-se com Minez e o reverendo Sanchez, explicando os procedimentos e etapas legais em um caso de homicídio. Ele sentiu que a comunidade queria que ele e seu principal assistente, Doug Mulder, lidassem com o caso, como haviam feito anteriormente no caso de sequestro de Amanda M. Dealey, nora do presidente do The Dallas Morning News, Joe M. Dealey.
Mais de 600 pessoas compareceram ao funeral de Santos na quinta-feira. Entre os presentes estavam os líderes de direitos civis Rene Martinez e Al Lipscomb, que criticaram a ausência do chefe de polícia Frank Dyson. Em sua defesa, Dyson afirmou que o reverendo Sanchez havia indicado que policiais não deveriam comparecer, e relatos da época notam que outros policiais expressaram indignação pelo tiroteio de Santos. Santos foi colocado em um caixão prateado. O reverendo Rudy Sanchez conduziu o serviço, destacando que Minez foi um dos fundadores da Primeira Igreja Batista Mexicana-Americana e que Santos e David haviam se convertido ao cristianismo meses antes da morte de Santos. Sanchez pediu perdão e justiça, além de maior apoio comunitário para crianças como os irmãos Rodriguez. Seis amigos de Santos, como carregadores do caixão, levaram-no até o carro fúnebre fora da igreja. Cerca de 200 pessoas acompanharam o cortejo fúnebre até o Cemitério Oakland, onde foi realizada uma breve cerimônia de sepultamento. A lápide de Santos exibe seu nome, datas de nascimento e morte, e as palavras "De sua mãe".
Por recomendação do promotor distrital Wade, o juiz de paz Tom Naylor aumentou a fiança de Cain para 50.000 dólares na quinta-feira, 27 de julho, e emitiu um mandado de prisão. Naylor relatou ao The Dallas Morning News que considerava o valor mais alto mais apropriado. No mesmo dia, Wade e seu assistente Doug Mulder apresentaram as acusações de homicídio contra Cain ao grande júri. Vários membros do Departamento de Polícia de Dallas estavam na sala do grande júri durante o processo, incluindo Roy Arnold, o diretor da divisão de assuntos internos, R. O. Dixon, e o tenente T. L. Baker, da divisão de crimes contra pessoas. Nesse momento, a divisão de assuntos internos continuava investigando Arnold. Wade reuniu-se com David, Bessie Rodriguez e duas outras mulheres no dia da audiência do grande júri, e, embora não tenha feito comentários oficiais sobre a reunião, garantiu à imprensa que declarações juramentadas foram apresentadas ao grande júri. Cain se entregou à prisão do Condado de Dallas na mesma noite, por volta das 19h30. Durante esse período, um comitê do Conselho Municipal removeu temporariamente o poder de juízes municipais de estabelecer fianças em casos de crimes graves envolvendo funcionários da cidade, em resposta à fiança inicial de 5.000 dólares para Cain. O comitê de três membros, liderado pelo prefeito interino George Allen, foi aconselhado pelo advogado da cidade, Alex Bickley, de que a fiança não era uma punição, mas uma garantia da presença do réu em juízo. Ainda assim, o comitê considerou o valor baixo demais para a gravidade do caso, com exceção do conselheiro Russell Smith.
O reverendo Rudy Sanchez formou um comitê de líderes mexicanos-americanos em resposta ao tiroteio, que elaborou uma lista de demandas sobre a morte de Santos e preocupações da comunidade com o tratamento de grupos minoritários pela polícia de Dallas. O comitê realizou uma reunião fechada com o chefe Dyson na Biblioteca Pública de Dallas [en] em 26 de julho, e depois apresentou suas demandas a um painel de conselheiros e autoridades municipais. As demandas incluíam uma investigação sobre o motivo da fiança baixa para Cain, a divulgação de arquivos confidenciais de menores à imprensa pela polícia e uma análise de todas as etapas da prisão de Santos e David. O conselheiro Pedro Aguirre pediu mais informações sobre as ações de Arnold durante o tiroteio, e o conselheiro Garry Weber assegurou à comunidade mexicana-americana o apoio total do Conselho Municipal. Uma reunião entre o comitê mexicano-americano e autoridades municipais foi marcada para sábado, 28 de julho, às 9h, pelo gerente municipal George Schrader.
Na sexta-feira, 27 de julho, o grande júri indiciou Cain, acusando-o de "matar voluntariamente e com malícia premeditada" Santos. O caso foi designado ao juiz distrital Ed Gossett. Na época do indiciamento, o Mercantile National Bank criou um fundo Santos Rodriguez para custear despesas do funeral e futuras despesas dos irmãos Rodriguez. Representantes da Conferência de Liderança Cristã do Sul (SCLC) e dos Brown Berets [en] realizaram uma reunião conjunta exigindo que Arnold também fosse acusado pelo tiroteio.
Na reunião de sábado com o chefe Dyson e o gerente municipal Schrader, estavam presentes o reverendo Rudy Sanchez, Rene Martinez do comitê Tri-Étnico, o advogado de Dallas Florentino Ramirez, o trabalhador de West Dallas Pete Martinez e membros dos Brown Berets, representando a comunidade mexicana-americana. Os conselheiros Pedro Aguirre, Garry Weber, Russell Smith e Adlene Harrison representaram a cidade de Dallas. Dyson reconheceu que alguns policiais de Dallas exibiam preconceito racial em suas funções, que ele chamou de "padrões duplos", e prometeu fazer o possível para eliminá-los. Ele evitou responder perguntas sobre o caso contra Cain, citando preocupações com a imparcialidade de futuros processos criminais. Dyson afirmou que novas políticas estavam sendo implementadas para combater preconceitos raciais, incluindo testes psicológicos para avaliar atitudes de policiais acusados de discriminação racial. Ele observou que, embora algemar suspeitos fosse a critério do policial, levar suspeitos ao local do crime não estava dentro do protocolo. Dyson também reafirmou que os registros policiais dos irmãos Rodriguez não deveriam ter sido divulgados à imprensa. Schrader disse ao comitê que "o que ocorreu naquela manhã foi errado em todos os sentidos".

## Marcha
Uma marcha, realizada em 28 de julho e chamada de "Marcha da Justiça por Santos Rodriguez", foi liderada por líderes comunitários e organizações, incluindo o Reverendo Sanchez, o Vereador Pete Aguirre, Rene Martinez, Florentino Ramirez, o Deputado Estadual Sam Hudson e membros dos Brown Berets. Os participantes eram predominantemente de ascendência mexicana-americana e afro-americana. Segundo o Vereador George Allen, a organização da marcha teve total apoio da cidade. A marcha começou na Praça Kennedy [en] por volta das 12h e seguiu pela Main Street até a Câmara Municipal de Dallas, então localizada na 106 S. Harwood St. Discursos foram realizados nos degraus da Câmara Municipal, pedindo unidade comunitária e ação, e por volta das 12h50 a marcha retornou à Praça Kennedy. Orações foram realizadas na praça, e a marcha organizada original foi dispersada.

Após o evento, grupos se separaram da marcha, e retardatários se juntaram a esses grupos enquanto retornavam à Câmara Municipal. A multidão ficou agitada, e lojas como Neiman-Marcus [en], Titche's, Zales, Woolf Brothers, Jas. K. Wilson, Everts Jewelers e H. L. Green relataram danos às vitrines e saques. Na Câmara Municipal, líderes da marcha original, como o Vereador Aguirre e o Deputado Hudson, subiram em um carro da Polícia de Dallas e usaram o sistema de alto-falantes na tentativa de controlar a multidão. Veículos da Polícia de Dallas foram danificados pela multidão, e uma motocicleta foi incendiada. Policiais sofreram alguns ataques físicos, com cinco oficiais feridos, mas não houve ferimentos graves. Oficiais com máscaras de gás e armados com cassetetes confrontaram a multidão, que se dispersou enquanto alguns de seus membros danificavam lojas próximas. Líderes da marcha posteriormente expressaram consternação com a situação caótica, mas elogiaram o propósito da marcha e sua organização original. Na segunda-feira após a marcha, o comitê mexicano-americano liderado pelo Reverendo Sanchez reuniu-se com o conselho municipal para discutir o caso e métodos de enfrentar o tratamento de grupos minoritários pela polícia. Um comitê especial composto por onze membros foi formado pelo Greater Dallas Community Relations Committee para continuar a investigação e o questionamento dos eventos e circunstâncias envolvendo o tiroteio de Santos. A família Rodriguez posteriormente emitiu uma declaração sobre a marcha: 
| “ | A família Rodriguez apenas pede que, quando as pessoas de Dallas ouvirem o nome Santos Rodriguez, não pensem na violência indesejada que ficou associada ao seu nome no sábado; mas pensem no verdadeiro Santos Rodriguez, um menino gentil e querido de 12 anos que teve sua vida tragicamente tirada dele. | ” |
|   | |   |

## Julgamento
Em 11 de outubro de 1973, uma audiência foi realizada no Tribunal Criminal nº 5 para discutir a mudança de foro do julgamento de Cain. O promotor distrital Mulder e o advogado de Cain, Phil Burleson, solicitaram que o julgamento fosse transferido para fora do Condado de Dallas, devido à preocupação de que a publicidade do tiroteio dificultaria um julgamento justo em Dallas e condados vizinhos. O juiz Ed Gossett considerou transferir o caso para Wichita Falls ou Austin. Mulder objetou Wichita Falls devido à recente cassação do promotor distrital da cidade, e Burleson objetou o Condado de Travis, pois Austin recebia estações de notícias e jornais de Dallas. O juiz Gossett decidiu transferir o julgamento para o 147º Tribunal Distrital de Austin, com a audiência marcada para 12 de novembro de 1973, permanecendo como juiz presidente do caso. Ele também estipulou uma fiança reduzida de 20.000 dólares para Cain, que foi paga em 12 de outubro, resultando em sua liberação. Até então, Cain permanecia preso pelo tiroteio. Quando questionado sobre a redução da fiança, Gossett explicou que a fiança não era uma punição, mas uma garantia de comparecimento ao tribunal. Os advogados de Cain apresentaram 26 moções pré-julgamento, incluindo pedidos para anular a acusação por insuficiência de provas, alegações de que as evidências apresentadas ao grande júri eram "ouvir dizer", anulação por vagueza, solicitação de registros criminais das vítimas, gravações de transmissões policiais, depoimentos à polícia e outras moções comuns em julgamentos. Até 2 de novembro, o juiz Gossett negou as moções para anular as acusações contra Cain. Em um seminário sobre técnicas de julgamento para advogados de defesa em Fort Worth, Burleson anunciou que a defesa de Cain alegaria que o tiroteio foi acidental, e que Cain testemunharia para apresentar sua versão dos fatos.
Cain foi representado por Phil Burleson e Michael P. Gibson. O Estado do Texas foi representado pelo promotor distrital Henry Wade, W. T. Westmoreland Jr., os promotores assistentes Doug Mulder e Jon Sparling, o promotor Robert O. Smith, o assistente Herman C. Gotcher, o advogado do Estado Jim D. Vollers e o advogado do Estado David S. McAngus.
O júri foi selecionado em 12 de novembro, composto por sete homens e cinco mulheres, sem jurados mexicanos-americanos ou afro-americanos. Durante a seleção do júri, Sparling explicou que a lei do Texas reconhecia dois tipos de homicídio: com malícia e sem malícia, e que a malícia podia ser formada momentos antes do crime. Burleson respondeu que os eventos anteriores ao tiroteio provariam que foi um acidente. Audiências de moções também ocorreram naquele dia. Burleson apresentou uma moção para adiar a escolha dos jurados, citando preocupações com a influência de um pequeno grupo de manifestantes fora do tribunal, mas o juiz Gossett negou a moção. Ele decidiu que os históricos criminais e reputações de Santos, David e Bessie Rodriguez eram inadmissíveis, mas que as descrições das testemunhas do tiroteio eram admissíveis. Em resposta aos manifestantes (entre dois e dez), o xerife do Condado de Travis, Raymond Frank, designou de 15 a 20 deputados para proteger o tribunal.
Em 13 de novembro, a promotoria convocou cinco testemunhas: David Rodriguez, o patrulheiro Jerry W. Foster, o especialista em balística Allan Jones, o oficial Fred M. Jenkins e o médico legista associado Vincent DiMaio. David foi o primeiro a testemunhar sobre o dia do assassinato. Ele relatou que, na noite de 23 de julho, ele e Santos jogaram futebol, chegando em casa por volta das 22h, com Santos chegando 15 minutos depois. David adormeceu e acordou com os oficiais Cain e Arnold retirando-os da cama e prendendo-os. Algemados, David sentou-se no banco traseiro ao lado de Cain, enquanto Santos foi colocado no banco da frente com Arnold. Antes do tiroteio, David viu outro carro policial com dois oficiais chegar ao local. Durante o interrogatório, Santos afirmou que eram inocentes. David viu Cain sacar sua arma, segurá-la no colo, abrir e girar o tambor antes de fechá-lo, e apontá-la para Santos. Na primeira vez que Cain puxou o gatilho, ouviu-se um clique. Segundo David, Cain disse a Santos que havia uma bala na arma e que ele deveria dizer a verdade a Arnold. Santos reiterou sua inocência, e na segunda vez que Cain puxou o gatilho, Santos foi baleado e morto. Após o disparo, David observou Cain, temendo ser o próximo, e não viu Cain tocar o tambor antes de sair do carro. No contrainterrogatório, Burleson perguntou se Cain havia esvaziado as balas, e David respondeu que não. Ele já havia dito que os policiais o deixaram no carro com o corpo de Santos por cerca de 10 minutos.
O patrulheiro Jerry Foster foi a segunda testemunha. Foster corroborou o depoimento de David sobre a chegada de dois outros policiais ao local antes do tiroteio: Foster afirmou que ele e seu parceiro, Thomas McKee, eram os policiais que David viu naquela manhã. Foster também declarou que estava na porta do motorista do carro onde David e Santos estavam sentados quando ouviu um disparo e viu a frente do veículo se iluminar. Ele afirmou que viu a cabeça de Santos pender para trás e observou sangramento vindo do lado esquerdo da cabeça de Santos. Foster foi até o lado do carro onde Santos estava para tentar ajudá-lo e viu Cain saindo do veículo. Foster se aproximou de Cain e tomou sua pistola, sem ver Cain tocar no tambor da arma após deixar o veículo. Ao descarregar a arma de Cain, Foster viu cinco balas intactas e um cartucho vazio no tambor. Foster também observou Arnold sair do veículo e vomitar. No contrainterrogatório, Foster elaborou que, após sair do veículo, Cain repetiu várias vezes: "Meu Deus, o que fiz? Não quis fazer isso... Jerry [Foster], não quis fazer isso." Na opinião de Foster, Cain parecia estar em choque.
A terceira testemunha foi o especialista em balística Allan Jones. Jones testemunhou que Santos foi baleado a uma distância de cerca de 15 centímetros. Jones examinou as balas e constatou que nenhuma delas havia sido atingida por um percussor. Segundo Jones, a pistola .357 Magnum era projetada para disparar apenas quando o gatilho era completamente puxado para trás, mas podia ser manipulada para produzir um som de clique de duas maneiras diferentes. A quarta testemunha foi o oficial Fred M. Jenkins, que investigou o local do roubo e coletou várias impressões digitais da máquina que havia sido arrombada. As impressões foram comparadas por quatro oficiais diferentes com as de Santos, David e um primo deles que também se tornou suspeito, e nada foi encontrado que associasse David ou Santos ao local do crime. A quinta e última testemunha foi o Dr. Vincent DiMaio, que realizou a autópsia de Santos. Dr. DiMaio confirmou que Santos foi morto por um ferimento a bala na cabeça e no cérebro, e que ele removeu a bala do corpo de Santos e a entregou a Jones, que examinou a bala e confirmou que ela veio da arma de Cain. Após os depoimentos das cinco testemunhas, o Estado encerrou sua apresentação.
Na quarta-feira, 14 de novembro, Darrell Cain prestou seu depoimento em sua própria defesa. Cain alegou que ele e Arnold encontraram os irmãos Rodriguez na cama e que eles pareciam suados. Arnold disse a Cain que os irmãos eram os que ele viu fugindo do posto de gasolina. Cain e Arnold algemaram os meninos com as mãos para trás e os levaram para um estacionamento atrás do posto de gasolina roubado. Cain lembrou que ele e Arnold encontraram os oficiais Foster e McKee e que Arnold afirmou que poderia haver um terceiro ladrão. Segundo Cain, quando Arnold perguntou a Santos se os meninos tinham outro irmão, Santos confirmou que sim, mas disse que não sabia onde seu outro irmão estava. Cain disse a Arnold que ele "faria [Santos] dizer a verdade", pegou sua pistola entre as pernas, esvaziou-a e verificou visualmente que não havia balas na arma antes de fechar o tambor. Cain então apontou a arma para Santos e puxou o gatilho, produzindo um som de clique. Ele advertiu Santos para dizer a verdade, afirmando que havia uma bala na arma. Na segunda vez que Cain puxou o gatilho, um disparo foi feito, matando Santos. Cain descreveu como pegou as balas de seu colo, saiu do carro e colocou as balas de volta na arma enquanto estava fora do veículo. Cain disse que estava em choque e histérico, e que chorou pelo ocorrido. Mulder contrainterrogou Cain e perguntou se era um procedimento policial normal interrogar um menino usando uma arma. Cain respondeu que não. Mulder perguntou a Cain o que o levou a se colocar como juiz da verdade, e Cain respondeu que não sabia. Mulder fez Cain reencenar o incidente diante do júri. Em resposta às alegações anteriores de Cain de que ele havia pressionado a haste ejetora da arma para esvaziá-la de balas, Mulder demonstrou que as balas cairiam da arma se ela fosse apenas inclinada. Mulder carregou e descarregou a arma virando o tambor de cabeça para baixo várias vezes. Mulder questionou Cain sobre sua alegação de que recarregou a pistola, afirmando que Foster não viu Cain recarregar a arma fora do carro. Cain respondeu que realmente recarregou sua arma, mas que, na confusão, ninguém o viu. Mulder perguntou a Cain quais foram as últimas palavras de Santos, e Cain respondeu que foram "Estou dizendo a verdade".
Roy Arnold foi chamado como testemunha da defesa. Arnold alegou que os irmãos Rodriguez eram os meninos que ele viu fugindo do posto de gasolina e que, embora não tenha testemunhado Cain removendo as balas de sua arma, ele ouviu ruídos que poderiam ter sido balas caindo de um tambor, mas que não sabia ao certo. Ele também afirmou que viu o cão da arma descer na primeira vez que Cain fez a pistola produzir um som de clique, mas não viu se Cain puxou o gatilho durante a primeira rodada. Durante o contrainterrogatório, Arnold afirmou que viu Santos fugindo do posto de gasolina e que ele estava vestindo calças escuras e uma camiseta. Arnold admitiu que Santos estava usando calças verdes claras quando foi morto, e quando Mulder perguntou como ele reconciliava o fato de Santos estar vestido de maneira diferente do que Arnold alegou, Arnold admitiu que não podia. A última testemunha da defesa foi o Xerife Adjunto do Condado de Travis, Tommy Tucker. Tucker demonstrou que, se a haste ejetora fosse usada para esvaziar a arma, duas balas poderiam ficar presas no tambor. Mulder respondeu: "Onde te encontraram?" e demonstrou novamente que as balas cairiam livremente do tambor se a arma fosse inclinada para cima.
Um depoimento foi excluído do julgamento. O psiquiatra de Dallas, Dr. John Holbrook, testemunhou ao juiz, sem a presença do júri, que havia administrado um soro da verdade, amital sódico, a Cain dois dias após o tiroteio, enquanto Cain era submetido a um teste de polígrafo por um poligrafista treinado, Ray Jones. Segundo Holbrook, Cain testemunhou sob a influência dessa droga que acreditava que a arma estava vazia quando a apontou para Santos. Holbrook qualificou seu depoimento, afirmando que o "soro da verdade" influenciava Cain a dizer a verdade conforme ele a conhecia. O juiz Gossett afirmou que decisões anteriores de tribunais de apelação proibiam o uso de testes de polígrafo como evidência judicial e que depoimentos dados sob a influência de "soros da verdade" caíam na mesma categoria. Gossett também proibiu a mídia de relatar o uso de um "soro da verdade" enquanto o caso estivesse diante de um júri.

Os argumentos finais foram realizados na quinta-feira, 15 de novembro. O promotor Jon Sparling abriu os argumentos finais, descrevendo Arnold e Cain como "tropas de assalto" que invadiram a casa dos Rodriguez e os prenderam sem um mandado. Sparling afirmou que as evidências eram esmagadoras: Cain era culpado de homicídio. Sparling disse ao júri que a posição do Estado era que Cain atirou em Santos deliberada e intencionalmente. Ele também lembrou ao júri que a lei não exigia que o Estado fornecesse uma motivação para o tiroteio. A maior parte do argumento de Sparling focou na alegação de Cain de que acreditava ter esvaziado a arma. Sparling lembrou ao júri que David testemunhou que viu Cain girar o tambor, não abri-lo, e que Foster não testemunhou Cain recarregar sua arma, como Cain alegou. Sparling afirmou que Cain estava mentindo para o júri. Burleson falou em defesa do cliente, dizendo ao júri que seu trabalho era apurar a verdade, não se envolver emocionalmente, como a promotoria queria. Burleson alegou que o assassinato foi resultado de mau julgamento e estupidez, e que nenhum homem teria matado intencionalmente uma criança na frente de três testemunhas. Mulder encerrou os argumentos finais. Ele comparou as prisões dos meninos à Alemanha Nazista, e enquanto Burleson argumentou que foi um erro de fato por parte de Cain, ao pensar que havia descarregado a arma, Mulder argumentou que o cuidado apropriado de um homem razoável deveria ter sido exercido para que houvesse um erro de fato. Era contra a lei Cain apontar sua arma para Santos, argumentou Mulder. Ele declarou: 
E eu vos digo, a única coisa pior do que matar uma criança algemada, uma criança de 12 anos algemada em um carro de polícia, que esteve envolvida em um roubo de um posto Fina, a única coisa pior do que isso... A única coisa pior do que matar uma criança algemada, que esteve envolvida em um roubo, é matar uma criança algemada que era totalmente inocente e sem culpa.
 Após cinco horas e meia de deliberação, o júri considerou Cain culpado de homicídio ou homicídio culposo. Se ele foi considerado culpado de homicídio com malícia ou sem malícia foi decidido durante a fase de punição do julgamento, marcada para sexta-feira, 16 de novembro. Os argumentos finais foram abertos pelo promotor assistente Herman Gotcher, que defendeu a sentença recomendada pela promotoria de homicídio com malícia. Gotcher argumentou que, como policial, Cain deveria ser responsabilizado por suas ações em um grau mais alto do que um leigo. A defesa não argumentou diretamente contra uma sentença de homicídio com malícia, focando o cerne de seu argumento na necessidade de clemência, liberdade condicional em vez de uma pena de prisão, devido ao tempo de serviço de Cain como policial. Gibson pediu ao júri que lembrasse que Cain serviu na polícia por cinco anos e meio e arriscou sua vida servindo os cidadãos de Dallas, e que ele merecia reconstruir o que Gibson descreveu como uma vida destruída e despedaçada. Burleson argumentou que Cain seria alvo de abusos na prisão devido ao seu serviço como policial, e que uma pena de prisão poderia ser uma sentença de morte para Cain. Sparling encerrou os argumentos pedindo igualdade perante a lei, minando o pedido de clemência da defesa devido ao serviço de Cain. Sparling declarou: 
Agora, o que vocês querem que façamos, realmente? Digo, o que devemos fazer, devemos olhar para o réu aqui e focar nele e em sua aparência de inocência planejada e nos cegar para o cadáver do menino que ele matou? Se assim for, quem responderá pela morte de Santos Rodriguez? Quem? Devemos ouvir seus gritos e fechar nossos ouvidos para as lágrimas de luto e choro das pessoas que lamentam Santos Rodriguez? Se assim for, quem responderá pela morte de Santos Rodriguez? Devemos fazer o que Phil Burleson diz, devemos torcer as mãos, encolher os ombros e balançar a cabeça, dizer que é uma pena, mas vamos dar a ele liberdade condicional? Se assim for, quem responderá pela morte de Santos Rodriguez? Você? Eu? A comunidade em geral? Eu me recuso.
 Após cinco horas e meia de deliberação, o mesmo tempo que levou para determinar a culpa, Cain foi condenado a cinco anos de prisão por homicídio com malícia. Uma data formal de sentença não foi definida no mesmo dia.
Cain foi libertado sob fiança enquanto aguardava a apelação de seu caso. Em 1975, ele permanecia suspenso da força policial de Dallas e trabalhava fora do Condado de Dallas. Seu advogado, Phil Burleson, argumentou que Cain merecia um novo julgamento. Em outubro de 1975, a Corte de Apelações Criminais do Texas ainda não havia recebido os arquivos necessários para a apelação do caso. A audiência de apelação determinaria se Cain poderia ter um novo julgamento ou se deveria cumprir sua sentença de cinco anos. Os advogados de defesa de Cain planejavam argumentar que o juiz Gossett deveria ter permitido que o teste de "soro da verdade" de Cain fosse apresentado como testemunho e que os ataques emocionalmente carregados da promotoria prejudicaram o caso de Cain. Na primavera de 1975, Burleson informou que os repórteres e escrivães judiciais estavam concluindo os registros do julgamento original e que a defesa pretendia solicitar ao juiz Gossett que o julgamento original fosse anulado. O promotor distrital Henry Wade planejava se opor ao pedido. Nesse momento, Cain trabalhava em Fort Worth e planejava apelar para a Corte de Apelações Criminais do Texas se o pedido de um novo julgamento fosse negado.
Na quarta-feira, 17 de novembro de 1976, os advogados que representavam Cain pediram à Corte de Apelações Criminais que ordenasse um novo julgamento. Na quarta-feira, 9 de março de 1977, a Corte de Apelações Criminais do Texas decidiu que Cain havia recebido um julgamento justo e manteve a sentença de cinco anos que lhe foi dada. Cain continuou livre sob fiança enquanto aguardava uma apelação ao tribunal. O caso foi eventualmente levado à Suprema Corte dos Estados Unidos, e na segunda-feira, 3 de outubro de 1977, o tribunal recusou aceitar o caso para revisão e manteve a condenação por homicídio e a sentença de cinco anos. Um relatório preparado pela defesa de Cain alegava que o júri não tinha liberdade suficiente em sua decisão, o que facilitou a obtenção de uma condenação por homicídio pela promotoria. O Procurador-Geral do Texas respondeu a este relatório com seu próprio, afirmando que o júri havia sido instruído que Cain só deveria ser considerado culpado se houvesse prova além de dúvida razoável de que Cain atirou voluntariamente em Santos, e para absolver Cain se ele tivesse agido sob a suposição errada de que a arma estava descarregada e que o erro de Cain foi devido à falta de cuidado adequado.
Cain acabou cumprindo dois anos e meio de sua sentença de cinco anos. Ele cumpriu sua pena na unidade do Departamento de Justiça Criminal do Texas [en] em Huntsville, Texas. Ele foi classificado como um trusty aprovado pelo estado, o que lhe conferiu status de ganhos privilegiados, permitindo que ele atingisse sua data mínima de liberação em 11 de setembro de 1979. Ele também obteve a quantidade máxima de "bom comportamento", ganhando 30 dias de crédito por cada 30 dias cumpridos. Cain trabalhou como escriturário na unidade de diagnóstico da prisão e foi descrito pelo diretor do Departamento de Correções do Texas, W. J. Estelle, como um prisioneiro modelo. Cain foi libertado em 11 de setembro de 1979, às 9h30, e recebeu um cheque de 200 dólares do estado do Texas, como é rotina para prisioneiros do Texas. Burleson afirmou que Cain não tinha interesse em retornar ao trabalho como policial, o que Cain não poderia fazer como um condenado por crime grave. Burleson disse que Cain buscava deixar seu passado para trás e pretendia se mudar para uma pequena cidade fora da Região Metropolitana de Dallas–Fort Worth. Cain posteriormente trabalhou como ajustador de sinistros de seguros e casou-se em 1980. Ele faleceu em 2019, aos 75 anos, e seu obituário oficial não mencionou sua carreira como policial.

## Legado
Em março de 1978, o Congresso Nacional de Cidadãos Hispano-Americanos (El Congreso) e o Fundo de Defesa Legal e Educação Mexicano-Americano [en] (MALDEF) instaram o então Presidente Jimmy Carter a investigar o tratamento de hispânicos por policiais, citando vários casos de brutalidade policial, incluindo o tiroteio de Santos. Em uma convenção da Liga de Cidadãos Latino-Americanos Unidos [en] (LULAC) realizada em Laredo, Texas, em 21 de maio de 1978, os delegados aprovaram uma resolução contundente exigindo que o Departamento de Justiça dos EUA processasse Darrell Cain pelo assassinato de Santos. Em 23 de junho, o Presidente Carter reuniu-se privadamente com um grupo de democratas mexicano-americanos no Hyatt Regency Hotel em Houston, Texas para discutir a possibilidade de apresentar acusações de violação de direitos civis contra Cain. Mexicanos-americanos, incluindo quatro legisladores estaduais e membros de organizações hispânicas, estavam presentes. O Deputado Estadual Ben Reyes [en] mostrou fotografias coloridas do corpo de Santos, o que gerou uma reação emocional de Carter, deixando-o visivelmente abalado. Em 26 de junho, Carter afirmou que havia solicitado ao Procurador-Geral Griffin Bell [en] que avaliasse se acusações de direitos civis deveriam ser apresentadas. Anteriormente, foi relatado que o Procurador-Geral Adjunto Drew S. Days havia recomendado contra a apresentação de acusações de direitos civis, mas Carter refutou o relatório, afirmando que nenhuma decisão ou recomendação havia sido feita. A administração de Carter tinha até 24 de julho para iniciar uma investigação antes do término do prazo de cinco anos do estatuto de limitações.
O conselho municipal de Dallas foi instado a se juntar aos esforços para buscar uma investigação federal sobre o tiroteio. Os Brown Berets de Dallas, uma delegação de cidadãos mexicano-americanos e representantes de igrejas metodistas locais reuniram-se com o conselho municipal em 28 de junho. Juan Perez, membro dos Brown Berets de Dallas, exibiu uma foto do corpo de Santos durante a reunião. Uma resolução pedindo uma investigação federal, treinamento de sensibilidade policial e uma comissão estadual para revisar casos de brutalidade policial foi apresentada ao conselho por Edwin Sylvest, professor de teologia da Universidade Metodista do Sul (SMU) e membro da Conferência Metodista do Rio Grande. A resolução foi adotada pela Igreja Metodista Casa View e pela Igreja Metodista Emanuel. A conselheira Juanita Craft propôs a adoção da resolução antes de ser convencida pelo prefeito Robert Folsom a adiar a proposta por três semanas. Folsom chamou o assassinato de Santos de um evento trágico, mas hesitou em adotar uma resolução não redigida pelo conselho municipal. O conselheiro Don Hicks comparou o assassinato de Santos ao recente assassinato de sua sogra, lamentando que o assassino provavelmente receberia uma sentença leve e que os direitos dela haviam sido tirados por seu assassino. O conselheiro Bill Nicol comparou os Brown Berets a tropas de assalto tentando intimidar o conselho, observando sua crença de que era errado ressuscitar um incidente passado e que ele não acreditava que os apoiadores da resolução representavam a comunidade mexicano-americana em geral. Nicol posteriormente retirou sua comparação dos Brown Berets a tropas de assalto, mas continuou a afirmar que não acreditava que Dallas deveria se deter nas tragédias e falhas do passado.
Em 14 de julho, o porta-voz do Departamento de Justiça, Terry Adamson, anunciou que o Departamento de Justiça não apresentaria acusações contra Cain. Adamson citou problemas legais decorrentes do tempo decorrido entre o julgamento de Cain e a decisão do Departamento de Justiça de apresentar acusações em casos de direitos civis. O caso de Cain teria sido julgado retroativamente, o que poderia levantar questões de devido processo, e o Procurador-Geral Griffin Bell acreditava que os problemas decorrentes de julgar Cain levantavam questões de justiça e sabedoria. Essa decisão de não apresentar acusações também se aplicava a Roy Arnold. Adamson afirmou que a decisão foi um dos anúncios mais difíceis que ele teve que fazer devido à idade de Santos e à insensatez de sua morte.
Ruben Bonilla, diretor estadual do Texas da LULAC, chamou a decisão de injustificável e irresponsável, prevendo que Carter perderia as primárias eleitorais se desafiado por Jerry Brown ou Ted Kennedy por não conseguir garantir o voto chicano. Bonilla também viu as tentativas de Carter de assegurar direitos para dissidentes russos enquanto ignorava os direitos dos mexicano-americanos no Texas como hipócritas. Bonilla citou como um grande júri de Nova York indiciou um policial por um tiroteio de 1973 como prova de que havia precedente para aplicações retroativas do devido processo. O membro do conselho escolar Robert Medrano acreditava que a decisão causaria sofrimento à comunidade e geraria repercussões políticas. O advogado de San Antonio Ruben Sandoval, que havia peticionado ao Departamento de Justiça para processar Cain, ficou entristecido com a notícia e descreveu a relação entre a administração Carter e as comunidades mexicano-americanas como um divórcio amargo. Bessie Rodriguez revelou posteriormente que enviou uma carta ao Presidente Carter em 18 de julho expressando seus sentimentos de mágoa e traição. Na carta, Bessie revelou que sentia que Carter havia levado a comunidade mexicano-americana a acreditar que acusações seriam apresentadas durante sua visita ao estado. Ela questionou se, caso a filha de Carter, Amy, fosse morta, seu assassino receberia uma sentença tão leve; ela também destacou que, se Santos tivesse matado um policial, sua punição não teria sido tão leve quanto a de Cain.
Em 20 de julho, Carter telefonou para Reyes em relação à decisão de não apresentar acusações contra Cain. Reyes relatou que Carter se desculpou pessoalmente pela decisão do Departamento de Justiça e entendeu que havia feito um compromisso de buscar acusações que não pôde cumprir. Carter disse a Reyes que não solicitou que o departamento buscasse ou não acusações, mas que estava envergonhado pela decisão. Horas após a ligação, Carter afirmou que não tinha a inclinação ou autoridade para pedir ao Departamento de Justiça que revertesse sua decisão. O gabinete do Vice-Presidente Walter Mondale posteriormente ligou para Reyes para tentar organizar uma reunião entre líderes mexicano-americanos e o Procurador-Geral Adjunto Benjamin Civiletti [en].
Em 17 de julho de 1978, um comício foi realizado no Parque Reverchon [en] em memória de Santos Rodriguez. Os membros do Comitê pela Justiça, Perfecto Delgado e Olga Sepulveda, organizaram o evento em nome do comitê, o que gerou controvérsia com o autoproclamado presidente Joe Landin, que negou o envolvimento do comitê no comício. O comitê estava registrado na Secretaria de Estado do Texas sob o nome de Landin, mas Delgado insistiu que o comitê não tinha um presidente e que Landin não era membro. Cerca de 650 pessoas compareceram ao comício. Uma peça satírica foi apresentada, e cerca de meia dúzia de discursos foram proferidos. Um dos oradores foi Adolph Canales, membro da assembleia mexicano-americana, que declarou em seu discurso que o comício era prova de que a comunidade não iria mais se calar. Pancho Medrano falou em nome dos Trabalhadores Automotivos Unidos, expressando a esperança de que seus netos tivessem vidas melhores graças aos esforços da comunidade.
Por volta das 20h30, cerca de 300 pessoas marcharam do parque até o local do assassinato de Santos e retornaram. Apesar da presença discreta da polícia de Dallas no parque e dos Brown Berets dispersarem grupos que poderiam causar problemas, houve alguns incidentes após a marcha: um falso relato de esfaqueamento foi registrado, e garrafas foram jogadas contra policiais, supostamente por pessoas que não participaram da marcha, resultando em um confronto de 15 minutos entre cerca de 100 pessoas e a polícia na entrada do parque. Três prisões foram feitas. Participantes da marcha expressaram o desejo de proteger crianças de futuras brutalidades policiais e viam o comício e a marcha como um ponto de partida para a unidade comunitária, demonstrando que a comunidade ainda estava indignada com o assassinato. Um participante, John Velas, afirmou que jogava basquete com Santos, que outras crianças não o esqueceriam e que garantiriam que Dallas também não o esquecesse.
Os Brown Berets de Dallas lideraram a coordenação de uma marcha de protesto em memória de Santos em 22 de julho de 1978. A marcha deveria se reunir às 12h na Kennedy Plaza, prosseguir até a antiga prefeitura de Dallas em 106 S. Harwood e terminar por volta das 15h30 na nova prefeitura de Dallas, em 1500 Marilla St. Embora até 1.000 marchadores fossem esperados, 300 pessoas participaram. Os Brown Berets se reuniram com o Departamento de Polícia de Dallas para expressar seu desejo de uma marcha pacífica, e os 50 policiais táticos equipados para tumultos mantiveram-se fora da vista dos marchadores. Cerca de 50 Brown Berets caminharam ao lado dos marchadores, e aproximadamente 40 membros da Comunidade de Igrejas estiveram presentes como observadores neutros. Bessie Rodriguez, mãe de Santos, também compareceu, mas deixou o local em lágrimas após falar com repórteres, afirmando que seu advogado disse que o caso para julgar Cain era sem esperança e que, embora apreciasse o apoio dos marchadores, lamentava o tamanho da marcha. A maioria dos marchadores era mexicano-americana; organizações presentes incluíam o Comitê Multirracial pela Justiça, o American GI Forum, a Organização Hispânica de Mulheres e a Organização Nacional de Mulheres. Os marchadores entoaram slogans como "Queremos Justiça", "Viva Santos", "Abaixo Carter, abaixo Bell" e "Viva la Raza".
A conscientização e memoriais para Santos continuaram ao longo dos anos. Um parque em Seattle, Washington foi nomeado em homenagem a Santos. O Parque Memorial Santos Rodriguez está localizado na 16th Ave S. e S. Lander St., sendo o jardim frontal do El Centro de la Raza, uma organização sem fins lucrativos. De 24 a 26 de julho de 2013, um ritual à beira do túmulo no Cemitério de Oakland, uma discussão em painel no Latino Cultural Center e um comício comunitário no Pike Park foram realizados em honra de Santos. De julho a agosto de 2013, o Latino Cultural Center apresentou a exposição Justicia: the Struggle for Mexican-American Civil Rights in Dallas, Texas, 1920–2012 em conjunto com a Liga Histórica Mexicano-Americana de Dallas (DMAHL). O foco da exposição foi o assassinato de Santos. O então presidente da DMAHL, Albert Valtierra, afirmou que o assassinato de Santos galvanizou a comunidade e marcou o início da luta pelos direitos civis dos mexicano-americanos em Dallas.
Em 21 de setembro de 2013, o prefeito Mike Rawlings emitiu um pedido de desculpas pela morte de Santos em nome da câmara municipal de Dallas e do departamento de polícia de Dallas. O Teatro Dallas produziu uma peça chamada Santos, a Wandering Soul, baseada no assassinato. A peça foi encenada em 2013.
Em 2015, a SMU estabeleceu a Bolsa de Estudos Memorial Santos Rodriguez para estudantes de Direitos Humanos.
Em 18 de outubro de 2018, o Conselho de Parques de Dallas renomeou o Centro Recreativo Pike Park para Centro Santos Rodriguez. O membro do conselho Jesse Moreno, indicado pelo vereador Adam Medrano, liderou a iniciativa de renomeação. Em julho de 2018, o centro precisava de extensas reformas.
O Projeto Santos Vive foi estabelecido pela Human Rights Dallas para criar um memorial em honra a Santos, estabelecer um fundo para ajudar financeiramente seus familiares sobreviventes e produzir um documentário sobre seu assassinato. Em 24 de julho de 2018, o documentário Santos Vive estreou no Teatro Texas [en] em Oak Cliff [en]. O Programa de Direitos Humanos Embrey da SMU destacou a história de Santos em seu Projeto de Mapa de Direitos Humanos.
Até 2021, o memorial anual mais recente para Santos ocorreu em julho de 2020. O evento envolveu oradores lendo e refletindo sobre os nomes de indivíduos mortos pela polícia, incluindo Michael Morehead (morto por Cain em 1970), Tamir Rice e George Floyd. A chefe de polícia de Dallas, Ulysha Reneé Hall, fez uma aparição surpresa no memorial de 2020; ela não falou no púlpito, mas aproximou-se da mãe de Santos para dizer que o Departamento de Polícia de Dallas estava comprometido em "ser um departamento de polícia diferente". Um ativista que discursou no memorial dirigiu-se à chefe Hall na multidão, dizendo: "Estou te chamando. Você veio a este memorial e estamos felizes que esteja aqui, mas precisamos da sua ajuda."
Em 9 de fevereiro de 2022, uma escultura dedicada à vida e memória de Santos Rodriguez, de 12 anos, foi instalada no Pike Park, em Dallas. Criada pelo artista Seth Vandable, a estátua de bronze de seis pés de altura retrata um menino sorridente com os braços voltados para o céu. A cidade de Dallas adquiriu a estátua. A mãe de Santos compareceu à cerimônia de inauguração.